# Stavangerrenæssance
Stavangerrenæssancen er navnet på den kulturelle opblomstring i Stavanger i første halvdel af 1600-tallet.
Baggrunden for stavangerrenæssancen var at man efter reformationen ikke havde fået ændret dekorationerne i kirkerne fra den tidligere katolske indretning. Men i begyndelsen af 1600-tallet var reformationen godt indført og man ville redekorere og bygge nye kirker i en mere "luthersk" stil.
Den første repræsentant for stavangerrenæssancen var den nordtyske maler Peter Reimers. Andre centrale kunstnere i perioden var maleren Gottfried Hendtzschel, Andrew Smith, Thomas og Lauritz Snekker. Stavangerrenæssancen repræsenterer en unik periode i norsk kirkekunst.